# David Nibert
David Alan Nibert és un sociòleg, escriptor i professor de sociologia en la Wittenberg University estatunidenc. Va coorganitzar també la secció "Animals and Society" ("Animals i Societat") de l'American Sociological Association.
Nibert relaciona la teoria dels drets dels animals amb altres teories econòmiques o sociològiques.
Segons Nibert, l'especisme és una ideologia que busca legitimar l'esclavisme cap als animals, i per aquest motiu, aquest defensa que és acceptable discriminar éssers sensibles per raó d'espècie.
El 2005 va rebre l'"Award for Distinguished Scholarship" ("Guardó per a Experts Distingits") de l'American Sociological Association.

## Publicacions

### Llibres
- Animal Rights/Human Rights. Entanglements of Oppression and Liberation. Rowman & Littlefield Publishers, Incorporated. ISBN 0742517764 (0-7425-1776-4)
- Hitting the Lottery Jackpot: State Governments and the Taxing of Dreams. Monthly Review Press. ISBN 1-58367-014-9

### Articles selectes
- Consuming the Surplus: Expanding "Meat" Consumption and Animal Oppression. International Journal of Sociology & Social Policy. 24(9):76-96. Amb Bill Winders
- Humans and other animals: sociology's moral and intellectual challenge. International Journal of Sociology and Social Policy. Year: 2003 Volume: 23 Issue: 3 pp. 4–25.